# Palmedrossel
Palmedrossel (latin: Dulus dominicus) er en spurvefugl, der lever på Hispaniola. Palmedrosselen er nationalfugl i den Dominikanske Republik.